# 姜文魁
姜文魁（1463年—？），字士元，號雲村，江西南昌府進賢縣人，民籍，明朝政治人物。

## 生平
弘治八年（1495年）乙卯科江西鄉試第二名舉人。弘治九年（1496年）聯捷丙辰科會試第一百九十三名，三甲第一百三十四名進士。正德八年（1513年）任福建延平府知府。官至四川提學副使。

## 家族
曾祖姜仲敏；祖父姜永初；父姜子望，母傅氏。慈侍下。